# Marc Nammour
Marc Nammour, né le 14 juin 1978 à Beyrouth, est un rappeur et poète français d’origine libanaise, membre du groupe La Canaille, mais aussi d’autres projets, notamment aux côtés de Serge Teyssot-Gay et son groupe Zone Libre.

## Biographie
Né à Beyrouth en 1978, Marc Nammour arrive en France en 1986 après que sa famille a fui la Guerre civile libanaise. Il grandit à Saint-Claude, une cité ouvrière du Jura. Il travaille un temps en usine, de nuit, avant d'aller à Paris pour se lancer dans la musique. Il fonde le groupe La Canaille en 2003, au côté de Jérôme Boivin, Valentin Durup et Alexis Bossard.
À partir de 2010, il collabore régulièrement avec le guitariste Serge Teyssot-Gay, au sein de divers formations, travaillant des textes d'Aimé Césaire (notamment Cahier d'un retour au pays natal avec Zone Libre) ou encore de la poésie moyen-orientale. En 2012, il écrit les paroles et chante le titre Parler le fracas sur l'album A Matter of Time du Peuple de l'Herbe. L'expérience est renouvelée en 2014,  sur l'album Next Level, avec le titre Mon Etoile Rouge. Rappeur engagé, il publie en 2015 un album au côté de Zone Libre et Mike Ladd, un rappeur américain, intitulé PolyUrbaine,.
En 2019, il est bénéficiaire d'une résidence à l'abbaye de Royaumont durant laquelle il crée Work in Progress, en collaboration avec Serge Teyssot-Gay (guitare) et Stéphane Édouard (percussions) pour la création sonore, ainsi qu'Éloïse Deschemin qui danse, avec Silvia Di Rienzo, la partie chorégraphique du spectacle transdisciplinaire questionnant le travail (et le discours dominant utilisé par le monde de l'entreprise) dans une société libérale et capitaliste.

## Discographie

### Albums collaboratifs
- 2009 : Ep1 (avec La Canaille)
- 2009 : Une goutte de miel dans un litre de plomb (avec La Canaille)
- 2011 : Par temps de rage (avec La Canaille)
- 2014 : La Nausée (avec La Canaille)
- 2014 : Debout dans les cordages avec Zone Libre
- 2015 : PolyUrbaine avec Zone Libre et Mike Ladd
- 2015 : Deux yeux de trop (avec La Canaille)
- 2017 : 11.08.73 (avec La Canaille)
- 2021 : Fiers et Tremblants avec Loïc Lantoine